# Лілонгве
13°59′ пд. ш. 33°47′ сх. д. / 13.983° пд. ш. 33.783° сх. д.
Ліло́нгве (англ. Lilongwe City) — столиця Малаві. Розташоване на південному заході країни, на захід від річки Малаві, неподалік від кордону з Мозамбіком і Замбією.
Місто засноване як маленьке село на березі річки Лілонгве. На початку XX століття стало адміністративним центром британської колонії, а 1974 року — столицею держави Малаві.
Місто має два центра, які знаходяться на відстані 5 км один від одного. Перший центр, Старе місто, функціонує як сервісний і розподільний центр. На території другого центру, Столичного пагорба, розміщуються урядові будівлі та посольства.

## Клімат
Клімат Лілонгве поєднує риси вологого субтропічного клімату і субтропічного клімату високогір'я (Cwa за класифікацією кліматів Кеппена), з приємним теплим літом і м'якою зимою. Через значну висоту над рівнем моря (1050 метрів) температура повітря нижче, ніж можна було б очікувати від міста, розташованого в тропіках. З грудня по березень — короткий сезон дощів, з квітня по листопад — тривалий сухий сезон. Найбільш прохолодно в червні і липні.
| Клімат Лілонгве (Екстремуми з 1981 року по теперішній час) | Клімат Лілонгве (Екстремуми з 1981 року по теперішній час) | Клімат Лілонгве (Екстремуми з 1981 року по теперішній час) | Клімат Лілонгве (Екстремуми з 1981 року по теперішній час) | Клімат Лілонгве (Екстремуми з 1981 року по теперішній час) | Клімат Лілонгве (Екстремуми з 1981 року по теперішній час) | Клімат Лілонгве (Екстремуми з 1981 року по теперішній час) | Клімат Лілонгве (Екстремуми з 1981 року по теперішній час) | Клімат Лілонгве (Екстремуми з 1981 року по теперішній час) | Клімат Лілонгве (Екстремуми з 1981 року по теперішній час) | Клімат Лілонгве (Екстремуми з 1981 року по теперішній час) | Клімат Лілонгве (Екстремуми з 1981 року по теперішній час) | Клімат Лілонгве (Екстремуми з 1981 року по теперішній час) | Клімат Лілонгве (Екстремуми з 1981 року по теперішній час) |
| Показник                                                   | Січ.                                                       | Лют.                                                       | Бер.                                                       | Квіт.                                                      | Трав.                                                      | Черв.                                                      | Лип.                                                       | Серп.                                                      | Вер.                                                       | Жовт.                                                      | Лист.                                                      | Груд.                                                      | Рік                                                        |
| Абсолютний максимум, °C                                    | 32,5                                                       | 31,2                                                       | 30,2                                                       | 30,5                                                       | 31,5                                                       | 28,0                                                       | 29,2                                                       | 29,5                                                       | 33,1                                                       | 34,5                                                       | 34,2                                                       | 32,4                                                       | 34,5                                                       |
| Середній максимум, °C                                      | 24,8                                                       | 24,9                                                       | 24,7                                                       | 24,7                                                       | 23,2                                                       | 22,0                                                       | 21,4                                                       | 22,6                                                       | 25,9                                                       | 27,4                                                       | 27,3                                                       | 25,6                                                       | 24,6                                                       |
| Середня температура, °C                                    | 21,2                                                       | 21,1                                                       | 21,1                                                       | 20,2                                                       | 18,3                                                       | 16,2                                                       | 16,1                                                       | 17,3                                                       | 20,6                                                       | 22,4                                                       | 22,9                                                       | 21,8                                                       | 19,8                                                       |
| Середній мінімум, °C                                       | 18,2                                                       | 17,7                                                       | 17,3                                                       | 15,8                                                       | 13,1                                                       | 10,1                                                       | 9,9                                                        | 11,1                                                       | 13,8                                                       | 16,8                                                       | 18,5                                                       | 18,3                                                       | 15,1                                                       |
| Абсолютний мінімум, °C                                     | 11,8                                                       | 11,7                                                       | 11,3                                                       | 8,1                                                        | 3,0                                                        | 0,5                                                        | 0,1                                                        | 1,4                                                        | 5,1                                                        | 7,9                                                        | 10,0                                                       | 11,8                                                       | 0,1                                                        |
| Середня кількість сонячних годин на місяць                 | 136,4                                                      | 144,1                                                      | 170,5                                                      | 213,0                                                      | 263,5                                                      | 243,0                                                      | 241,8                                                      | 263,5                                                      | 294,0                                                      | 282,1                                                      | 234,0                                                      | 139,5                                                      | 2625,4                                                     |
| Норма опадів, мм                                           | 223                                                        | 187                                                        | 128                                                        | 44                                                         | 12                                                         | 1                                                          | 0                                                          | 0                                                          | 1                                                          | 10                                                         | 63                                                         | 199                                                        | 869                                                        |
| Днів з опадами                                             | 18                                                         | 16                                                         | 15                                                         | 8                                                          | 4                                                          | 1                                                          | 1                                                          | 1                                                          | 0                                                          | 2                                                          | 8                                                          | 17                                                         | 91                                                         |
| Вологість повітря, %                                       | 83                                                         | 83                                                         | 82                                                         | 78                                                         | 74                                                         | 69                                                         | 65                                                         | 60                                                         | 52                                                         | 53                                                         | 62                                                         | 78                                                         | 69                                                         |
| ---------------------------------------------------------- | ---------------------------------------------------------- | ---------------------------------------------------------- | ---------------------------------------------------------- | ---------------------------------------------------------- | ---------------------------------------------------------- | ---------------------------------------------------------- | ---------------------------------------------------------- | ---------------------------------------------------------- | ---------------------------------------------------------- | ---------------------------------------------------------- | ---------------------------------------------------------- | ---------------------------------------------------------- | ---------------------------------------------------------- |
| Джерело: Deutscher Wetterdienst                            |                                                            |                                                            |                                                            |                                                            |                                                            |                                                            |                                                            |                                                            |                                                            |                                                            |                                                            |                                                            |                                                            |

## Населення
Населення — 989318 осіб (2018; 674448 у 2008, 440471 у 1998, 223318 у 1987, 102924 у 1977).
Національний склад:
- чева — 41,9 %
- нгоні — 17,0 %
- ломве — 14,4 %
- яо — 12,0 %
- тумбука — 6,4 %
- манганджа — 1,9 %
- сена — 1,8 %
- інші — 4,6 %

Майже половина жителів молодше 15 років, що пояснюється високою народжуваністю і швидким зростанням чисельності населення. Офіційною мовою вважається англійська, яку використовують в державних установах і сфері освіти. Жителі користуються мовами ньянджа і тумбука. У місті поширене християнство, у більшій мірі католицтво і пресвітеріанство, у меншій — англіканство. Значна кількість жителів столиці є прихильниками місцевих африканських вірувань, є також прихильники ісламу.

## Музеї та пам'ятки
- Культурний і музейний центр Каронга. Культурний і музейний центр Каронга є культурним центром і музеєм у районі Каронга на півночі Малаві. Музей Каронги був офіційно відкритий 2004 р. Місія Центру полягає у збереженні та популяризації природної та культурної спадщини Каронги. Викопні знахідки динозаврів і ранніх людей, а також доісторичні рештки, представлені в музеї, дають уявлення про походження людини та історію життя на землі. Збір, збереження та відображення артефактів здійснюється Департаментом старожитностей при Міністерстві культури Міністерства інформації, туризму та культури спільно з Фондом Ураха. У центрі уваги компоненту «Культурна виставка» — участь громади, місцевим традиційним та громадським лідерам було запропоновано допомогти у зборі різних колекцій для виставки. Музей має центральну виставку, де домінує 130-річний копалин Малавісавра, який був відкритий за 45 км на південь від центру міста. Центр має сферу культурної діяльності, яка є місцем зустрічі людей Каронги та їхніх відвідувачів. Будучи ще в стадії будівництва, будівля є місцем для проведення різноманітних культурних заходів, таких як драматичні, танцювальні вистави, музичні та хорові події. Його дисплей & Панорама області 240 мільйонів років історії Каронга — від динозаврів до демократії, у тому числі доісторичних ландшафтів, тварин і ранніх людей і їх спосіб життя, археологічні записи, історія работоргівлі, колоніальні часи, Малаві під доктором Банда, культура і традиції народу Каронги. Центр польових досліджень співпрацює з міжнародними проєктами. З його унікальною концепцією культурний та музейний центр Каронга є ключовим фактором для сприяння визнанню культурної та природної спадщини Малаві шляхом розвитку освіти та досліджень. Будівля, у якій розташований Культурний центр і Музей, була побудована в 2004 році для K30 мільйонів (276 000 доларів США), натхненна розкопаними кістками Малавісавра, що є особливістю музею. Протягом 2014 року пошкодження погоди загрожувало колекції скам'янілостей та інших артефактів, які відбувалися в Центрі. Для ремонту даху Onduline було зроблено звернення до K30million (US $). Будівля була спроєктована британським архітектором Кевіном М. Девісом (BA (Hons)), який був одним з найбільш заповітних проєктів.
- Національна бібліотека
- Національний музей Малаві
- Мавзолей першого президента Малаві Гастингса Камузу Банда
- Головний ринок
- Центр дикої природи

## Галерея

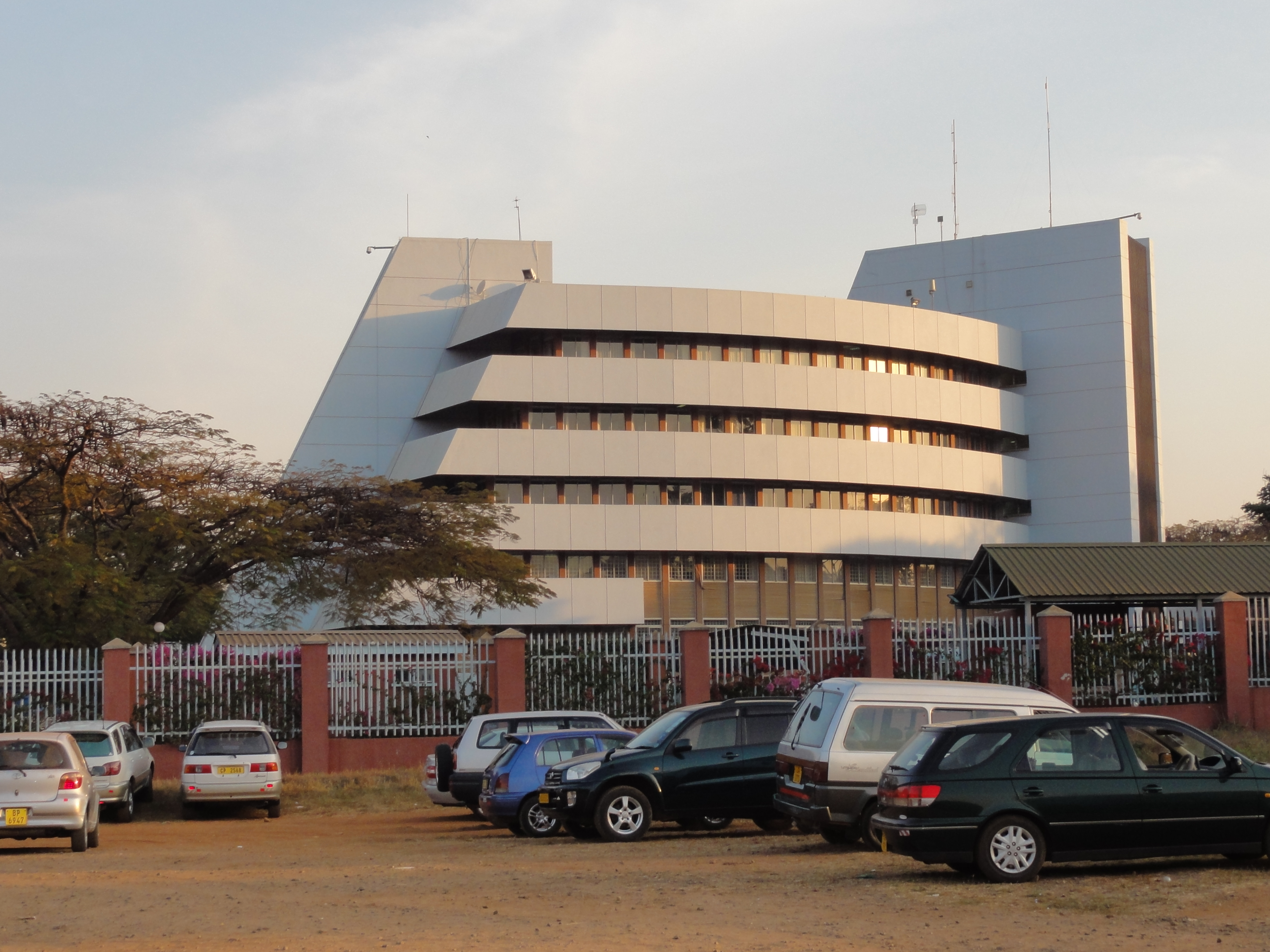
Центр міста
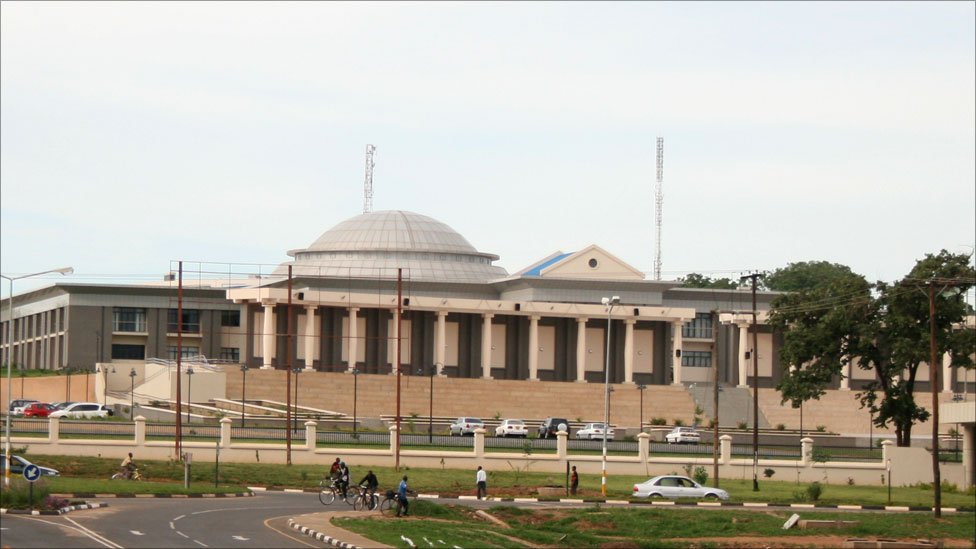
Будівля парламенту
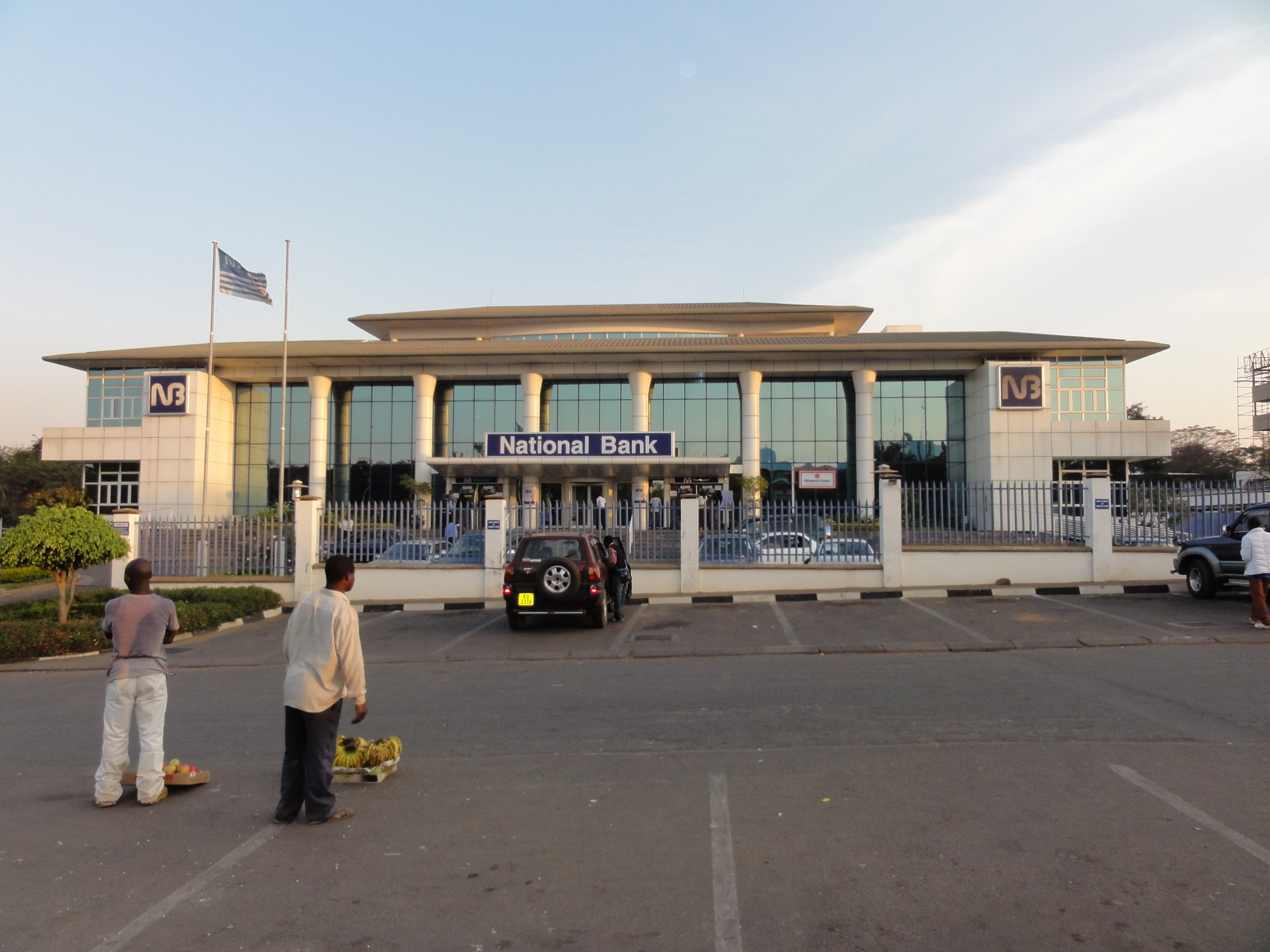
Національний банк
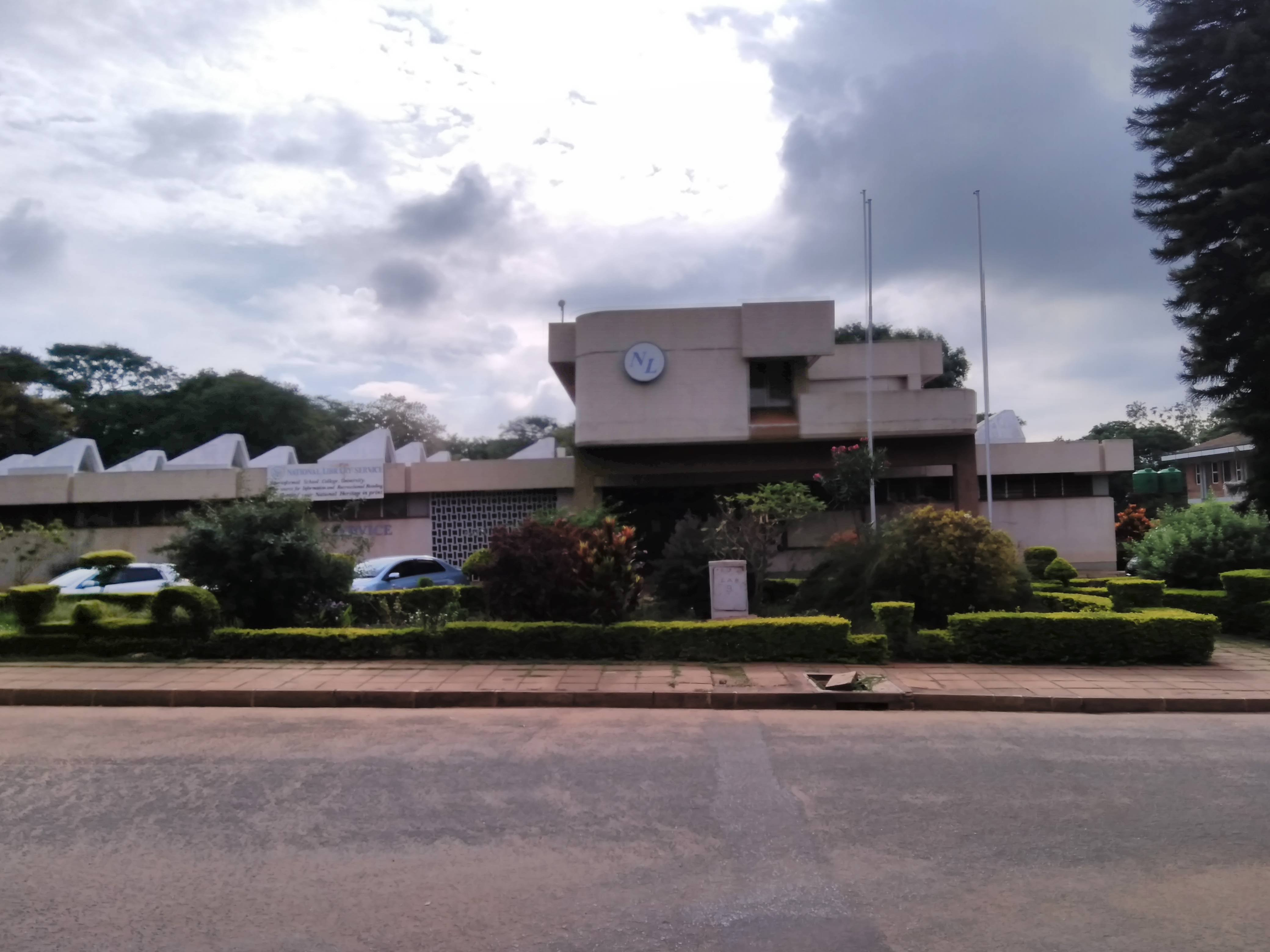
Національна бібліотека
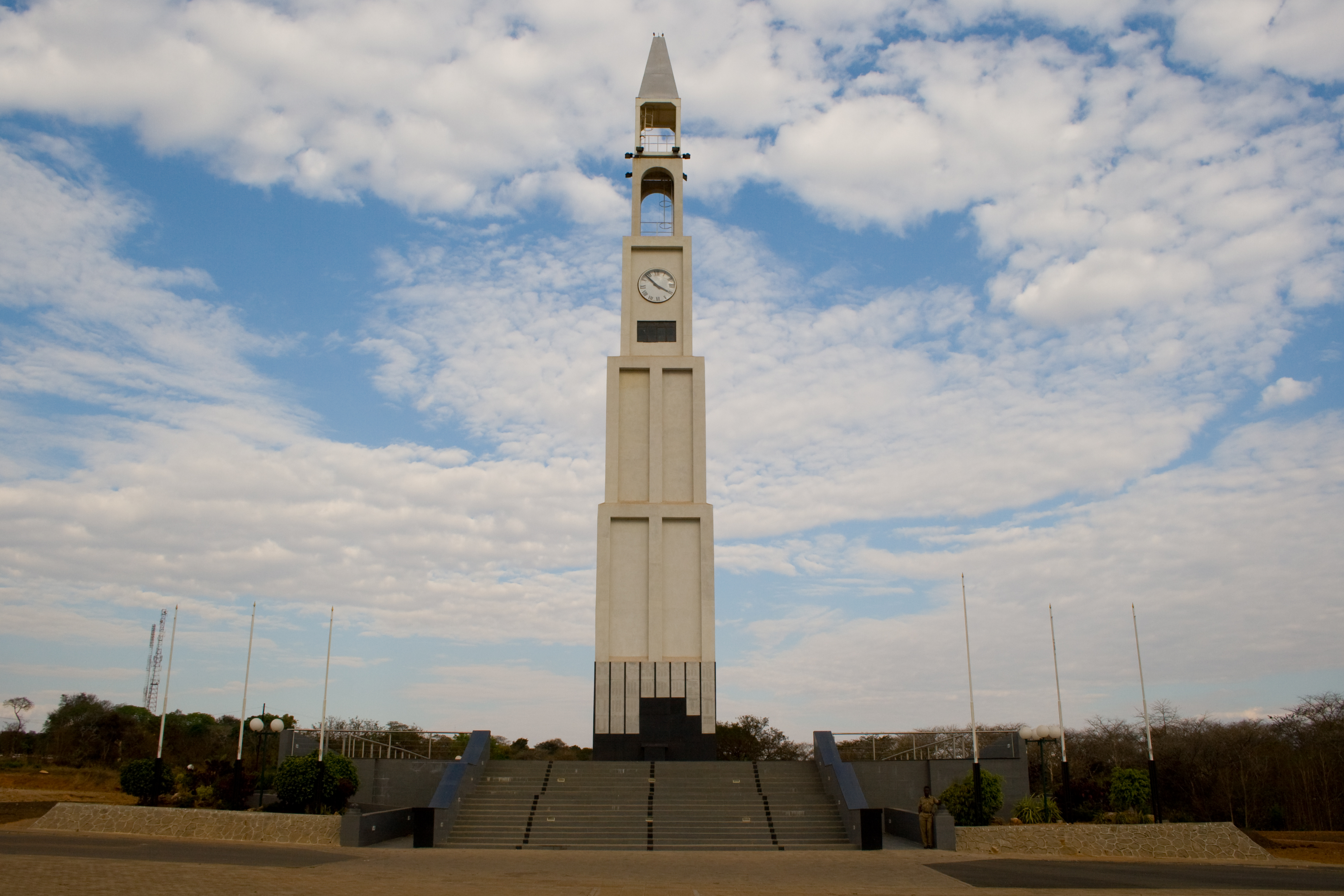
Меморіальна годинникова вежа на честь загиблих солдатів Першої і Другої світових війн
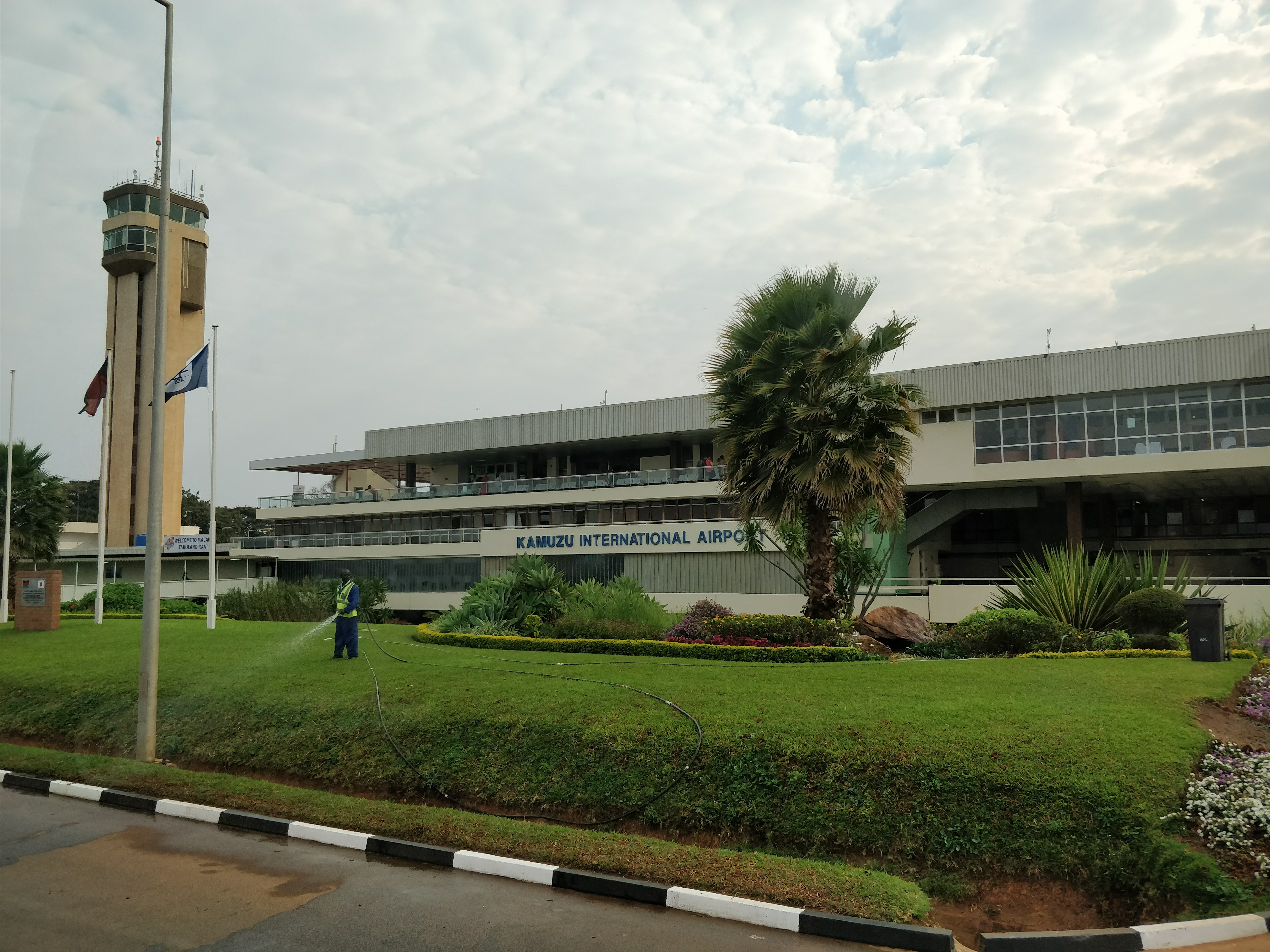
Міжнародний аеропорт